# مملكة إسبانيا النابليونية
إسبانيا النابليونية هي جزء من إسبانيا الموالية لنابليون بونابرت الذي احتلها ووضع أخاه جوزيف الأول ملكا عليها خلال حرب شبه الجزيرة (1808-1813). واعتبرت إسبانيا خلال تلك الفترة دولة تابعة للإمبراطورية الفرنسية الأولى.
ومع ذلك استمر الجزء الأكبر من إسبانيا في مقاومة الاحتلال الفرنسي والولاء لفيرناندو السابع ومتحالفا مع بريطانيا والبرتغال لطرد جيوش نابليون من إسبانيا. وقد بدأ نظام جوزيف (Josefino régime) بالانهيار بعد انتصارات الحلفاء في سالامانكا وفيتوريا وحتى طرد قوات نابليون. وبالنهاية اعترفت اتفاقية فالنكاي بفيرناندو السابع ملكا شرعيا على اسبانيا.

## من التحالف مع فرنسا حتى حرب إيبيريا

### تنازل كارلوس الرابع
تحالفت اسبانيا مع فرنسا ضد المملكة المتحدة بعد معاهدة سان ألديفونسو في 1796. ولكن في أعقاب هزيمة الأسطولين الإسباني والفرنسي المشترك أمام الإسطول البريطاني في معركة الطرف الأغر سنة 1805، بدأت الشقوق تطفو في السطح حيث بدأت إسبانيا تستعد لغزو فرنسا من الجنوب بعد اندلاع حرب التحالف الرابع. فأعدت خطة لغزو فرنسا سنة 1806 في حالة انتصرت بروسيا، ولكن نابليون سحق الجيش البروسي في معركة يينا-أورستات فاضطرت إسبانيا أن تتراجع عن مشروعها. وإن مازالت حانقة من فقدان أسطولها في الطرف الأغر، وسبب استيائها أنها أجبرت بالانضمام إلى النظام القاري. ومع ذلك فقد اتفق الحليفان على تقسيم البرتغال حليف بريطانيا الدائم وشريكها التجاري، وهو الذي رفض الانضمام إلى النظام القاري. وكان نابليون يدرك تماما الحالة التي يرثى لها للاقتصاد أسباني ونظامها الإداري والهشاشة السياسية، وجاء باعتقاده أن تحالفها ليست له قيمة تذكر. مما جعله يصر على تموضع قوات فرنسية في إسبانيا استعدادا لغزو البرتغال، ولكن ماأن تم ذلك حتى بدأ في ادخال قوات إضافية إلى إسبانيا دون أي علامة على وجود تقدم تجاه البرتغال. فوجود قوات فرنسية على أراضي إسبانيا غير مرحب به وسيقود إلى توتر شعبي، فبدأت بتمرد ارانخويث التي أجبر كارلوس الرابع على التنازل عن حكم إسبانيا في مارس 1808.

### تنصيب جوزيف بونابرت
بعد أن أعاد نابليون تموضع 100,000 من جيشه داخل إسبانيا، بدأ الأمل يحدو كارلوس الرابع في أن يعيد نابليون له العرش. إلا أن نابليون رفض مساعدته ورفض أيضا الاعتراف بشرعية ابنه فيرناندو السابع. وبدلا من ذلك نجح في الضغط عليهما بالتنازل عن التاج لأخيه جوزيف بونابرت. وفي الوقت نفسه بدأ المارشال يواكيم مورات قائد الجيش الفرنسي في إسبانيا بالضغط لإطلاق سراح رئيس الوزراء الإسباني الأسبق مانويل جودوي والذي له دور في إدخال الجيوش الفرنسية إلى إسبانيا مما أدى إلى تمرد ارانخويث. ولم تتمكن الحكومة الأسبانية المتبقية من الوقوف في وجه مورات مما تسبب بالغضب الشعبي. وفي 2 مايو 1808 أمر مورات بنفي الابن الأصغر لكارلوس الرابع الإنفانت فرانسيسكو إلى فرنسا، فأدى ذلك باندلاع ثورة في جميع شوارع مدريد.
يعد مجلس قشتالة الجهاز الرئيسي لحكومة إسبانيا المركزية في حكم كارلوس الرابع، وقد أضحي تحت سيطرة نابليون. إلا أنه سرعان مافقد سلطته خارج المراكز السكانية عندما اندلع الغضب الشعبي ضد الحكم الفرنسي. لتعويض ذلك ظهرت مؤسسات الحكم الإقليمية السابقة، مثل برلمان أراغون ومجلس إمارة أستورياس. وانشئ في أماكن أخرى مجالس (جانتا) العسكرية لملء فراغ السلطة وقيادة الكفاح ضد الاستعمار الفرنسي. ثم بدأت تلك المجالس المحلية بالتنسيق فيما بينها; وتم تشكيل المجالس الإقليمية للإشراف على تلك المحليات. وفي 25 سبتمبر 1808 أنشئ المجلس العسكري الأعلى في ارانخويث ليكون بمثابة حكومة مقاومة يعمل في كل إسبانيا.

### الإحتلال الفرنسي
كانت خطة مورات لغزو إسبانيا هي إرسال جيشين كبيرين لمهاجمة الجيوب المقاومة الموالية لفيرناندو. وأرسل أحد الجيشين ليؤمن الطريق بين مدريد وفيتوريا وحاصر سرقسطة وجيرونا وفالنسيا. أما الجيش الآخر فقد أرسله جنوبا إلى الأندلس فنهب قرطبة. وقد كان مخططا للجيش أن يتجه صوب قادس ولكن بدلا من ذلك أمر الجنرال دوبون للزحف مجددا نحو مدريد، ولكن هزمه الجنرال كاستانوس في معركة بايلين في 22 يوليو 1808. شجع هذا انتصار المقاومة ضد الفرنسيين في عدة بلدان من أوروبا. فغادر الملك جوزيف مدريد بعد المعركة ولجأ إلى فيتوريا. فدخل نابليون بجيشه إسبانيا أواخر 1808 حيث دخل مدريد في 2 ديسمبر وأعاد جوزيف الأول إلى العاصمة. وفي ذات الوقت دخل الجيش البريطاني اسبانيا عن طريق البرتغال لكنه اتراجع إلى غاليسيا أمام ضربات نابليون. ووصل هجوم نابليون إلى مقربة من لشبونة أوائل 1810 ولكنه لم يتمكن من اختراق خطوط توريس فيدراس المحصنة.

## حكم جوزيف الأول
استمدت دولة جوزيف أساسها القانوني من نظام بايون الأساسي. فعندما غادر فيرناندو السابع بايون في مايو 1808 طلب من جميع المؤسسات أن تتعاون مع السلطة الفرنسية. وفي 15 يونيو 1808 نصّب جوزيف الأخ الأكبر لنابليون ملكا على إسبانيا. فاجتمع مجلس قشتالة في بايون. ومع أن الحضور كان فقط 65 من مجموع 150، إلا أن المجلس صادق على نقل التاج إلى جوزيف بونابرت، واعتمد بتغيير طفيف بصرف النظر عن النص الدستوري الذي صاغه نابليون. ولم يميز معظم المجتمعين بوجود تناقض بين الوطنية والتعاون مع الملك الجديد. بالإضافة إلى ذلك فإنها ليست المرة الأولى التي تتولى سلالة أجنبية التاج الاسباني: ففي بداية القرن 18 حكم آل بوربون إسبانيا قادمين من فرنسا بعد موت كارلوس الثاني آخر عضو من آل هابسبورغ الذي مات بدون وريث.

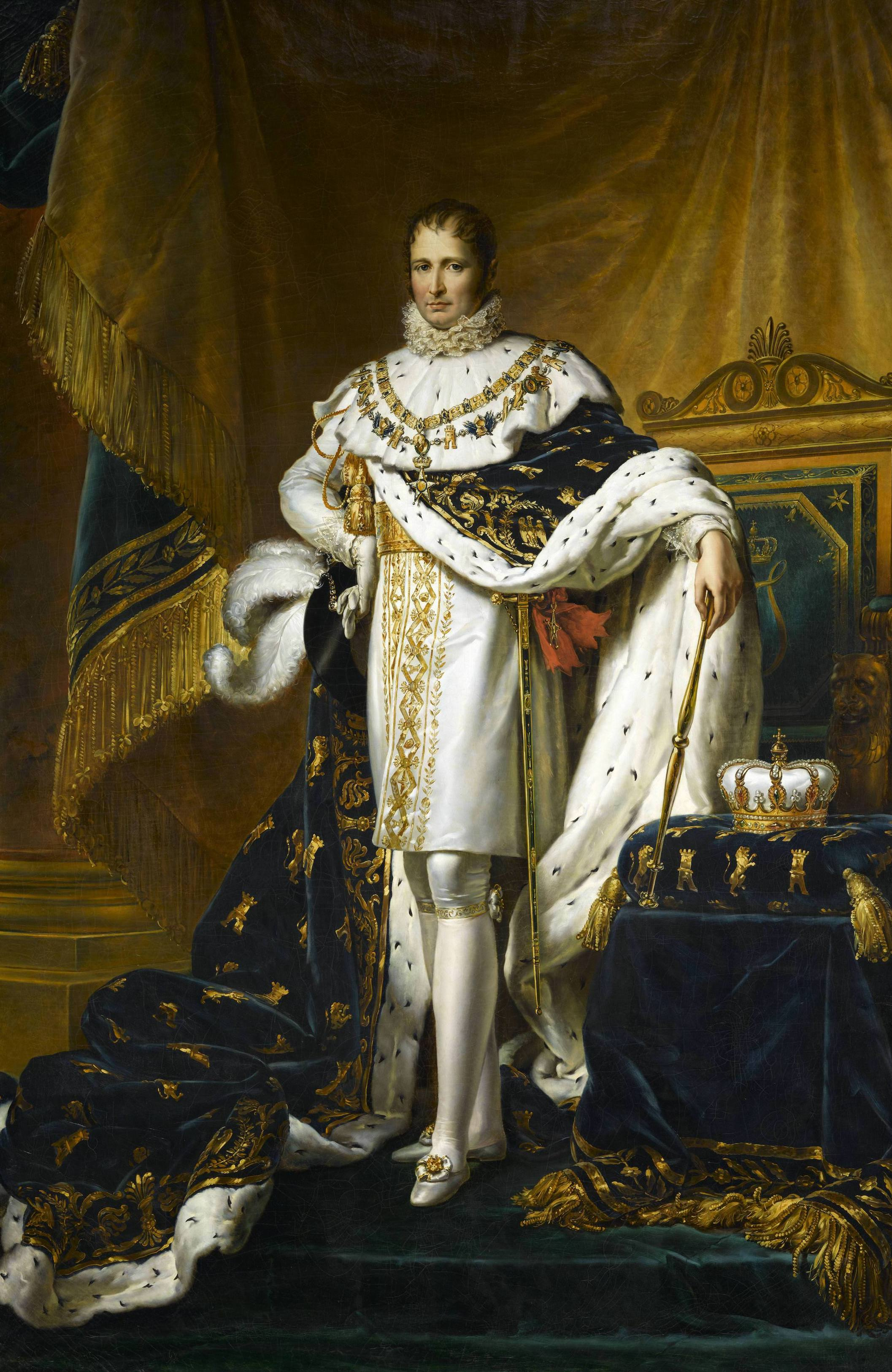
جوزيف الأول

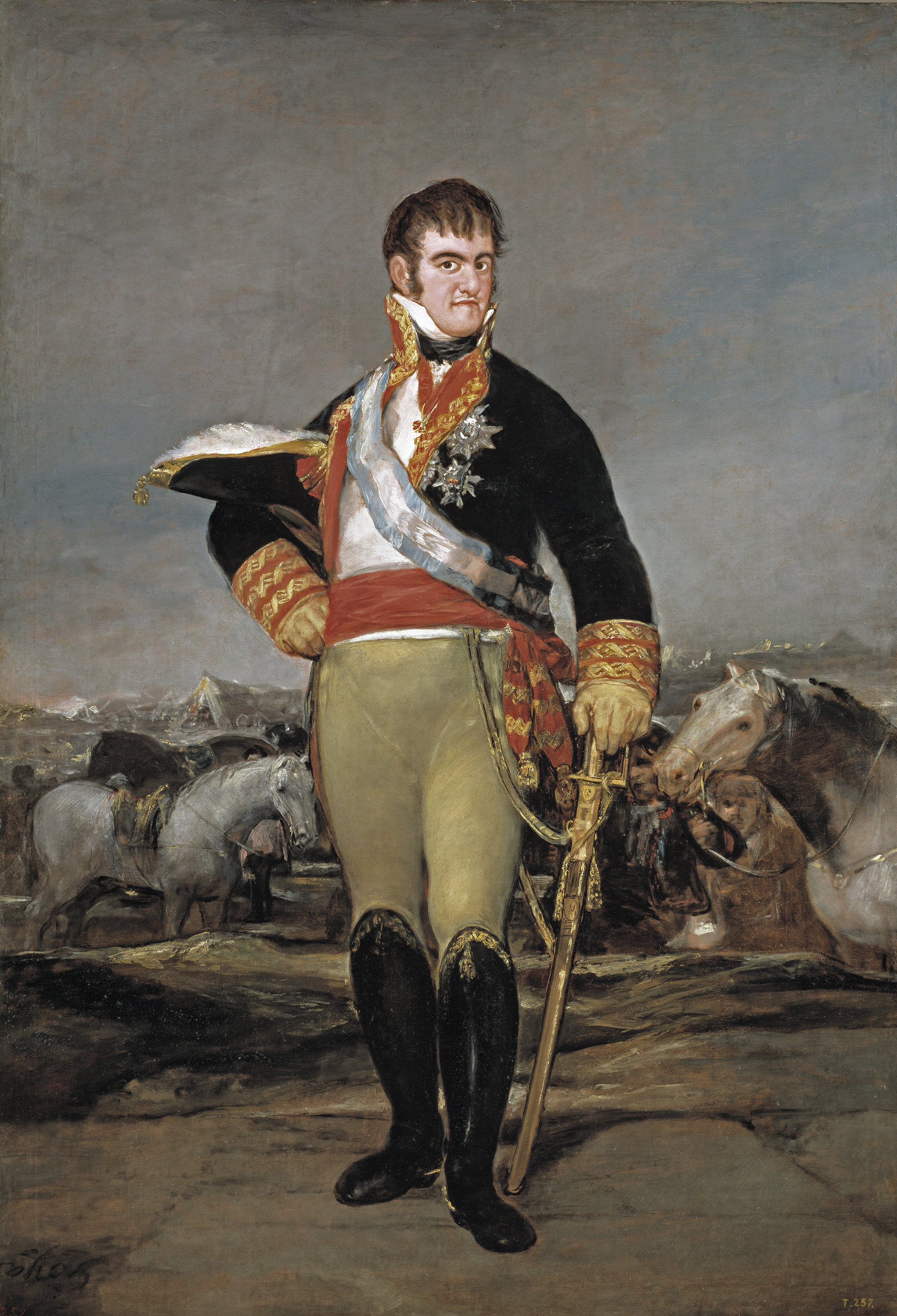
فيرناندو السابع ملك إسبانيا

قلل كلا من نابليون وجوزيف من مستوى المعارضة التي ستنشأ عند التنصيب. فقد نجح بتنصيب جوزيف ملكا على نابولي سنة 1806 ونصب أحد أبناء الأسرة حاكما في هولندا في 1806 وويستفاليا في 1807، تلك التنصيبات كانت بمثابة مفاجأة مما خلق بعدها كارثة عسكرية وسياسية.
أصدر جوزيف بونابرت نظام بايون الأساسي في 7 تموز 1808. وبما أنه نص دستوري فقد اعتبر أنه ميثاق ملكي لأنه لم يكن نتيجة لعمل سيادى للامة تجمعت في البرلمان، ولكنه مرسوم ملكي. وكان النص مشبعا بروح الإصلاح، وذلك تماشيا مع أهداف بونابرت، وأيضا متكيفا مع الثقافة الأسبانية وذلك لكسب تأييد نخب النظام القديم. واعترف بالديانة الكاثوليكية دين رسمي للبلاد ومنع ممارسة أي دين آخر. ولايحتوي الميثاق على بيان صريح حول الفصل بين السلطات، ولكنه أكد على استقلال القضاء. وتكمن السلطة التنفيذية بيد الملك ووزرائه. ولايزال المجلس النيابي على نهج النظام القديم بحيث يتكون من طبقات رجال الدين والنبلاء والشعب. باستثناء ما يتعلق بالميزانية، التي تتأثر قدرته على سن القوانين حسب سلطة التاج. في الواقع يجبر الملك في استدعاء البرلمان مرة كل ثلاث سنوات. ولم يتضمن الميثاق على إشارات صريحة على المساواة القانونية بين المواطنين، على الرغم من أنه كان يتضمن المساواة في الضرائب، وإلغاء الامتيازات والحقوق المتساوية بين المواطنين الإسبان والأمريكيين. واعترف الميثاق أيضا بحرية الصناعة والتجارة، وإلغاء الامتيازات التجارية ومنع الضرائب الداخلية.
نص الدستور على وجود البرلمان وهو هيئة استشارية مكونة من مجلس الشيوخ ويشكله الأعضاء الذكور في العائلة المالكة و24 عضوا يعينهم الملك من النبلاء ورجال الدين. والمجلس التشريعي من ممثلين عن طبقة النبلاء ورجال الدين. وينص الدستور على نظام استبدادي يشمل بعض المشاريع المستنيرة مثل إلغاء التعذيب ولكن أبقى على محاكم التفتيش.
كل ماسبق لم يمنع الانتفاضة الأسبانية التي أسفرت عن معركة بايلين 16-19 يوليو 1808 والتي نتجت عنها هزيمة جيش جوزيف الفرنسي وهروبه مع القيادة الفرنسية العليا من مدريد والتخلي عن الكثير من أراضي أسبانيا. وخلال وجوده في فيتوريا اتخذ جوزيف بونابرت خطوات مهمة لتنظيم مؤسسات الدولة، بما في ذلك إنشاء مجلس استشاري للدولة. وعين الملك حكومته التي شكل قادتها مجموعة مستنيرة اعتمدت برنامج الإصلاح. وتم إلغاء محاكم التفتيش، كما كان مجلس قشتالة الذي اتهم بمعاداة سياسة فرنسا. كما أنه أصدر أمرا بإنهاء الحقوق الإقطاعية، والحد من الطوائف الدينية وإلغاء الرسوم الجمركية الداخلية. كما شهدت تلك الفترة تدابير لتحرير التجارة والزراعة وإنشاء سوق للأوراق المالية في مدريد. وقسم مجلس الدولة الأراضي إلى 38 مقاطعة.
وقد تعاون الكثير من الإسبان مع حكم بونابرت ممن يسمون أفرانسي سادوس "afrancesados". ولكن مع انتشار الثورة الشعبية ضد جوزيف بونابرت، تخلى الكثير من هؤلاء عن التعاون وتركوا رتبهم، وإن لا يزال العديد منهم يعطي حرب الاستقلال الإسبانية صفة حرب أهلية. ورأى أفرانسي سادوس في أنفسهم أنهم ورثة الحكم المطلق المستنير وعدوا وصول بونابرت أنها فرصة لتحديث البلاد. وكان الكثير منهم جزءا من حكومة كارلوس الرابع، على سبيل المثال، فرانسوا كاباروس وزير التمويل السابق وماريانو لويس دي اوركويجو وزير الخارجية من نوفمبر 1808 إلى أبريل 1811. ومنهم من غير الساسة مثل الكاتب المسرحي لياندرو فرنانديث دى موراتين وعلماء مثل خوان انطونيو لورينتي وعالم الرياضيات البرتو ليستا والموسيقي فرناندو سور.
حاول جوزيف بونابرت خلال فترة الحرب ممارسة سلطاته الكاملة ملكا لإسبانيا، والمحافظة على بعض الاستقلالية ضد مشاريع أخيه نابليون. وفي هذا السبب اعتقد العديد من أفرانسي سادوس أن السبيل الوحيد للحفاظ على الاستقلال الوطني هو التعاون مع الملكية الجديدة، وأيضا كلما زادت المقاومة ضد الفرنسيين كلما ازداد خضوع إسبانيا للجيش الإمبراطوري الفرنسي ومتطلبات حربه. ولكن في الواقع كان الحال على عكس ذلك: بالرغم من ان المقاطعات سيطرت عليها إدارة ومؤسسات جوزيف الأول العقلانية الحديثة التي حلت محل النظام القديم، إلا أن حالة الحرب الدائمة عززت قوة جنرالات فرنسا والذين بالكاد سمحوا للسلطات المدنية بالعمل.
أجبر جوزيف على مغادرة مدريد في ثلاث مناسبات: الأولى في أعقاب هزيمة جيشه بمعركة بايلين يوليو 1808، ولم يعد إليها حتى أعاد الفرنسيين الإستيلاء عليها في نوفمبر. أما المرة الثانية فكانت في الفترة من 12 أغسطس وحتى 2 نوفمبر 1812 عندما احتل جيش أنجلو-برتغال عاصمته. أما المرة الثالثة والأخيرة حيث غادر الملك مدريد في مايو 1813 وإسبانيا في يونيو 1813، في أعقاب معركة فيتوريا منهيا فشل مرحلة الحكم المطلق المستنير. وفر معظم أنصار جوزيف (مابين 10,000-12,000) إلى فرنسا مع القوات الفرنسية المنسحبة بعد الحرب، وبقوا في فرنسا حيث المنفى وصودرت ممتلكاتهم.

### بعد التنازل
قضى جوزيف بعض الوقت في فرنسا قبل أن يسافر إلى الولايات المتحدة (حيث باع مجوهرات كان قد اخذها من أسبانيا). عاش هناك في الفترة 1817-1832، في البداية في مدينة نيويورك وفيلادلفيا، حيث أصبح منزله مركز لنشاط الوافدين الفرنسيين. وأخيرا عاد جوزيف بونابرت إلى أوروبا، حيث توفي في فلورنسا الإيطالية ودفن في مجمع مباني ليزانفاليد في باريس.

## حكومة إسبانيا الثانية – مجلس قادس

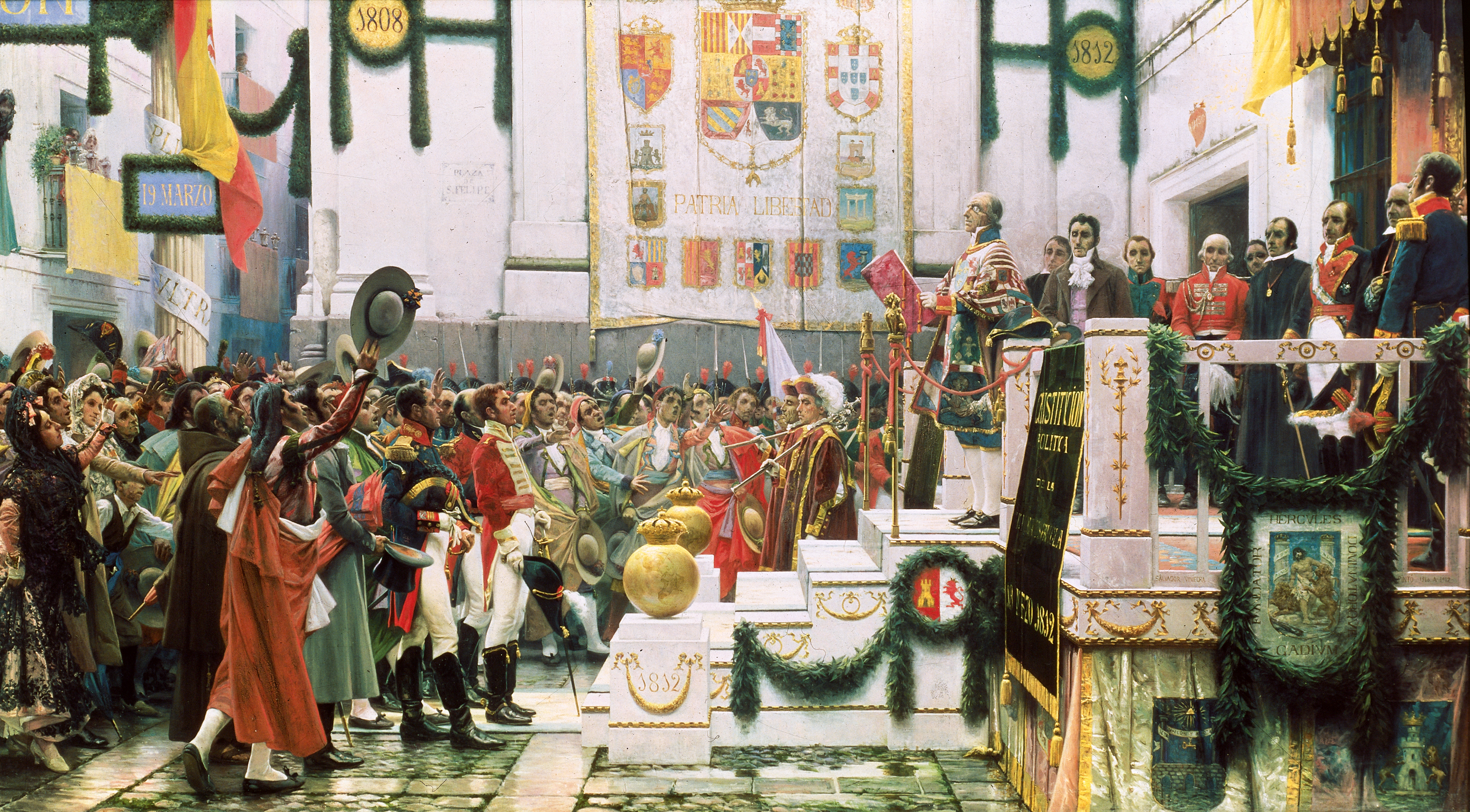
مجلس قادس

انشئ مجلس قادس في 1810 حيث كانت يمثل حكومة منفى. لذا كان يجب على البرلمان الإسباني الانتقال من إشبيلية إلى قادس للهروب من التقدم الفرنسي (كانت قادس تحت حصار الفرنسيين من 5 فبراير 1810 إلى 24 أغسطس 1812 ولكنهم لم يستولوا عليها.) وقد حل أعضاؤها المجلس ونقلوا الصلاحيات إلى مجلس وصاية، عقد الحكام الخمسة اجتماعا في مجلس قادس. كان في المجلس ممثلين نواب، ولكن لم يتمكنوا من إجراء انتخابات سواء في إسبانيا أو في المستعمرات الأمريكية. وبهذا تكون الجمعية فقدت التمثيل النيابي لصالح التمثيل الإقليمي.

### دستور قادس
افتتح مجلس قادس دورته في سبتمبر 1810 في جزيرة ليون. وتكون من 97 نائبا، 47 منهم من البدلاء من سكان قادس، وقد وافق المجلس على مرسوم يعبر عن تمثيل الأمة الإسبانية وأعلن قانونية المجالس العامة والخاصة التي تطرح السيادة الوطنية. إلا أن هذا الدستور لم يعمر طويلا. فقد قام الملك فيرناندو السابع في يوم 24 مارس 1814 أي بعد ستة أسابيع من عودته إلى إسبانيا بإلغائه، وأزال جميع معالمه.

## انتصار الحلفاء
غادر جوزيف بونابرت العاصمة مدريد في مارس 1813 بعد اقتراب تهديد الجيش الأنجلو-الإسبانية للعاصمة. وقد كثف الحلفاء هجومهم فبلغ الذروة في معركة فيتوريا في يونيو. وبالنهاية تم إجلاء القوات الفرنسية من إسبانيا عقب انتهاء حصار سان سباستيان في سبتمبر 1813، لذلك تم إزالة أي احتمال لعودتهم. ثم جاءت معاهدة فالنكاي في ديسمبر 1813 التي نصت على استعادة فيرناندو السابع تاج إسبانيا.